# سیارک ۵۳۱۰
سیارک ۵۳۱۰ (به انگلیسی: 5310 Papike، نامگذاری:1981EP26) پنج هزار و سیصد و دهمین سیارک کشف شده‌است که در ۲ مارس ۱۹۸۱ کشف شد.
قدر مطلق سیارک برابر ۲۵.۷ است.